# Novak
Novak [novák] je najbolj pogost priimek v Sloveniji (10.936 oseb), kar velja tudi za osrednjeslovensko, savinjsko in spodnjeposavsko statistično regijo, med najpogostejšimi pa je na Dolenjskem, v Prekmurju in Podravju. Pri drugih narodih je ta priimek na prvem mestu še na Češkem (Novák z žensko obliko Nováková) in Poljskem (Nowak). Na Hrvaškem je absolutno število oseb s priimkom Novak skoraj tolikšno kot v Sloveniji (okoli 10.000). Je najpogostejši priimek v Medžimurju, veliko jih je v Zagrebu ter v Dalmaciji (otok oz. mesto Hvar), pojavlja pa se tudi ponekod v Bosni in Hercegovini. Priimek je sicer dokaj razširjen po srednji in vzhodni Evropi (od nemškega govornega področja do Ukrajine), od koder je s priseljenci prišel tudi v Ameriko in drugam po svetu.

## Izvor ter razlaga pomena in rabe
Priimek, ki je slovanskega izvora, izhaja iz besede nov v pomenu novinec (novodošli v neko vas, skupnost). Novák je bil sicer nekdaj tudi moški, določen za vojaško službo. Novak je lahko tudi poklicno ime za človeka, ki s sekanjem in požiganjem ustvarja nove površine za obdelavo - novino.. Slovenski (knjižni) naglas je Novák, v vseh drugih jezikih pa je na prvem zlogu: Nóvak; pri Srbih in Črnogorcih je to osebno ime (npr. Novak Đoković), iz katerega je mdr. izveden priimek Novaković (z varianto Novković). 
Sorodni priimki so še: Novinc, Novina, Novačan, Novinc, Novinec, Novič, Novinšek, Novljan.
V Sloveniji je med najpogostejšimi kombinacijami imena in priimka na drugem mestu Franc Novak (prvi je Jožef Horvat), na četrtem pa Janez Novak, med ženskami pa je na prvem mestu Marija Novak.

## Znani slovenski nosilci priimka
- Ajda Novak (* 1993), kanuistka na divjih vodah
- Albin Novak (1926–2018), pilot, graditelj letal in modelar
- Albina Novak (1900–1971), urednica in izseljenska delavka v Ameriki
- Aleksander Novak (več znanih ljudi) (1928–2003), elektrotehnik
- Aleksander Saša Novak (1928–2015), slovenski narodni delavec v BIH
- Alenka Novak (*1977), kolesarka
- Aleš Novak (* 1973), gledališki režiser, kulturni delavec in organizator
- Aleš Novak (*1974), pravnik, univ. prof.
- Alja Novak Viryent, industrijska oblikovalka in izdelovalka čevljev
- Aljaž Novak (* 1990), hokejist
- Alojz(ij) Novak (1881–1967), duhovnik, dekan, kanonik, prosvetni delavec, urednik
- Alojz Novak (1919–1999), pedagog, dvojezični šolnik (Lendava)
- Alojzij Novak, ime več znanih ljudi
- Andrej Novak, ime več znanih ljudi
- Anja Novak - Anjuta (*1991), igralka, pesnica, šansonjerka
- Anka Novak (* 1932), etnologinja, muzealka
- Ante Novak (1911–1991), partizan, politični delavec in statistik
- Anton Nowak (tudi Anton Novak, 1865–1932), slovensko-avstrijski slikar in grafik
- Anton Novak (* 1956), dr. prava, diplomat, generalni konzul RS v Celovcu
- Anzej Novak (1888–1966), koroški ljudski pevec in glasbenik
- Barbara Novak (* 1969), pravnica, univ. prof.
- Beno Novak (* 1991), plesalec, koreograf
- Bogdan Novak (*1944), novinar, urednik in pisatelj
- Bogdan Ciril Novak (1919–2011), slovensko-ameriški zgodovinar
- Bogomir Novak (*1944), filozof, pedagoški antropolog, publicist
- Bojan Novak (*1958), elektrotehnik, prof. UM
- Bojan Novak, galerist, založnik (= pesnik?)
- Bojan Novak (*1971), balinar
- Boris A. Novak (*1953), pesnik, dramatik, esejist, prevajalec, pisatelj, literarni teoretik
- Boris Novak (*1963), menedžer, generalni direktor Pošte Slovenije
- Boštjan Novak (*1966), kipar
- Boštjan Novak (*1972), častnik SV
- Božidar Novak (*1965), podjetnik, strokovnjak za komuniciranje, publicist
- Branka Tancig Novak (1927–2013), arhitektka
- Cvetka Novak, pesnica
- Čarli Novak (* 1949), popularni glasbenik
- Daniel Novak (* 1982), igralec badmintona
- David Novak (18. stoletje), prekmurski pesnik
- Doljana Novak (* 1948), kineziologinja, gimnastičarka
- Domen Novak, ime več znanih ljudi
- Drago Novak, slikar
- Dušan Novak (1931–1998), geolog, jamar
- Dušan Novak (namizni tenisač) (1931–1997), namiznoteniški (športni) delavec
- Džoni Novak (* 1969), nogometaš
- Edvina Novak (* 1939), založnica, knjigotržka, publicistka o kulinariki...
- Ernest Novak (1960–2022), vinar (enolog)
- Ernest Novak (* 1977), košarkar
- Ferdinand (Nande) Novak (1892–1973), politik
- Feri Novak (1906–1959), arhitekt in urbanist
- Fran Novak (1877–1944), pravnik, politik
- Franc Novak, ime več znanih oseb
- France Novak (* 1934), jezikoslovec slovenist
- Franci Novak (1922–1995), športni delavec
- Franci Novak (* 1969), grafični oblikovalec, pesnik in pisec kratkih zgodb
- Franjo Novak (1896–1980), publicist, urednik, turistični delavec (Mb)
- Fredi Novak, trener športnega plesa
- Fric (Mirko) Novak (1918–1943), partizanski komisar
- Gabrijela Novak (* 1942), papirniška tehnologinja
- Gorazd Novak (* 1978), gradbenik hidrotehnik
- Gregor Novak (zdravnik), zdravnik internist
- Gregor Novak (energetik)
- Gvido Novak, sindikalist (predsednik Konfederacije sindikatov Slovenije)
- Helena Novak (* 1934), pedagoginja, psihologinja
- Irena Novak Popov (*1952), literarna zgodovinarka
- Irena Zorko Novak (* 1954), pesnica, prevajalka
- Iva L. Novak (* 1986), fotografinja, pisateljica
- Ivan Novak, ime več znanih ljudi
- Ivana Novak, glasbenica (pianistka, pevka), cinefilka, filmska kritičarka, urednica filmskega programa TVS
- Iztok Novak - Easy (* 1967), kantavtor, glasbenik, pevec, radijski voditelj
- Jakob Novak (* 1998), nogometaš
- Jan Novak (novinar) (* 1971), novinar
- Jan Novak (nogometaš) (* 1997), nogometaš
- Jani Novak (* 1967), metalurg, fotograf
- Janez Novak, ime več znanih ljudi
- Janez Krstnik Novak (1756—1833), glasbenik in skladatelj
- Janže Novak (1893—1934), pravnik, politični in kulturni delavec
- Jaroslav Novak (* 1943), publicist, prevajalec, urednik, založnik
- Jasna Novak (* 1932), kostumografinja
- Jelka Ovaska Novak (* 1947), prevajalka, založnica, pisateljica
- Jerca Rožnik Novak, plesalka, koreografinja
- Jerko Novak (* 1957), kitarist, skladatelj, glasbeni pedagog
- Jernej Novak, ime več znanih ljudi
- Josip Novak, ime več znanih ljudi
- Jože Novak (* 1957), kranjinski arhitekt, politik
- Jožef Novak, ime več znanih ljudi
- Jure Novak (* 1980), gledališki režiser, performer, pesnik, glasbenik
- Jure Novak (nogometaš)
- Karel Novak (1905–1975), oficir, četniški poveljnik in obveščevalec
- Klemen Novak, igralec
- Koloman Novak (* 1933), slovensko-srbski likovni umetnik in teoretik
- Ksenija Novak (* 1987), šahistka
- Lea Novak (* 2000), kanuistka na divjih vodah
- Leon Novak, ime več znanih ljudi
- Ljudmila Novak (* 1959), specialna pedagoginja, političarka
- Lojze Novak (1927–1986), izseljenski pesnik, pisatelj in literarni kritik
- Lovro Novak (1886–1968), ekonomist?, davčni strokovnjak
- Ludvik Novak, ime več znanih ljudi
- Luka Novak (* 1963), slovenski založnik, pisatelj, prevajalec, TV voditelj
- Maja Novak (* 1960), pisateljica in prevajalka
- Majda Novak Šijanec, prevajalka
- Marija Novak - Tršar (* 1934), oblikovalka
- Marjan Novak (Jovo) - Mihajlo (1915–1943), partizan
- Marjana Novak, političarka, menedžerka?
- Marjeta Novak Kajzer (*1951), pisateljica, novinarka, prevajalka
- Marko Novak (* 1967), pravnik, univ. prof.
- Martin Novak (* 1970), hokejist
- Mateja Kožuh-Novak (* 1943), zdravnica ginekologinja in političarka
- Matevž Novak (* 1976), klarinetist in dirigent
- Matevž Novak, geolog/paleontolog
- Matjaž Novak (* 1979), ekonomist, univ. prof. (UP)
- Medea Novak (* 1983), igralka
- Metka Novak, biologinja, raziskovalka tumorjev/raka
- Mihaela Novak (-Mahnič) (1930–2024), igralka
- Mija Novak (* 1993), glasbenica, kantavtorica (kitaristka, pianistka, pevka)
- Milan Novak (1921–2004), agronom, univ. prof.
- Milan Novak (* 1965), pesnik
- Miro Novak (* 1953), slikar samouk
- Miro Novak (* 1960), kitarist, skladatelj, pevec, glasbeni pedagog in kantavtor
- Miroslav Novak (* 1961), arhivist dokumentolog
- Miša Novak (* 1975), fotomodel, germanistka, plesna pedagoginja
- Mitja Novak (* 1947), pravnik, univ. prof.
- Mojca Novak (* 1953), sociologinja
- Nace Novak (* 1971), novinar, potopisec
- Nada Novak (* 1928), športna pilotka in učiteljica letenja
- Nataša Novak Tušar (* ok. 1960), kemičarka
- Neža Novak (r. Černe) (1933–2005), kineziologinja, gimnastičarka
- Nežika (Agnes) Novak (* 1961), slovenskokoroška kiparka, keramičarka
- Niko Novak, rock pevec, kantavtor, scenograf, oblikovalec, filmski igralec
- Nina Novak Oiseau, muzikologinja, pesnica, pisateljica, kantavtorica
- Olga Novak Markovič (1938–2003), kulinaričarka/gastronomka
- Pavle Novak (* 1960), duhovnik lazarist, provincial
- Peter Novak, ime več znanih ljudi
- Petra Novak (* 1984), atletinja, metalka kopja
- Primož Novak, zdravnik fiziater
- Primož Novak (* 1973), kipar, konceptualni umetnik
- Ranko Novak (* 1948), grafični oblikovalec, profesor ALUO (hrvaškega rodu)
- Renata Novak Klemenčič, umetnostna zgodovinarka
- Robert Novak (* 1983), arhitekt, glasbenik, fotograf, oblikovalec
- Robi Novak (* 1970), bas kitarist
- Saša Novak Krmpotič (* 1957), kemičarka, raziskovalka materialov, komunikatorica/popularizatorka znanosti (IJS)
- Sonja Novak Lukanovič (* 1954), uporabna jezikoslovka
- Stane Novak (biolog) (1903–1956), biolog, pesnik, pisatelj
- Stane Novak (okulist) (1920–1995), zdravnik oftalmolog
- Stanislav Novak (1926–1979), novinar, urednik in taborniški organizator
- Špela Novak, novinarka
- Špela Novak - Pupa, pevka
- Tadej Novak, subatomski fizik
- Tereza Novak, filantropistka
- Tone Novak (* 1950), biolog, jamski ekolog
- Urban Novak, alpinist
- Uroš Novak, kemik
- Valentina Smej Novak, TV voditeljica
- Victor Novak (1923–2011), politolog in bibliotekar (v ZDA)
- Viktor Novak (1883–1950), gozdarski strokovnjak in kartograf
- Vida Novak (r. Treo) (1894–1984), kulturna mecenka, "narodna dama"
- Vilko Novak (1909–2003), etnolog in slavist, univerzitetni profesor
- Vilko Novak - Čipči (1937–2010), novinar, urednik in prevajalec
- Vincenc Novak (1807–1869), duhovnik
- Vinko Novak (1842–1923), risar in slikar
- Vlado Novak, ime več znanih ljudi
- Zdenka Novak (* 1934), pianistka, klavirska pedagoginja
- Zdravko Novak (1876–??) igralec, bibliograf, čitalniški igralec, zborovodja)
- Zeko Novak - Gandi, uradnik in komik
- Zmago Novak, arhitekt, oblikovalec
- Zoran Novak, kemik, FKKT UM
- Zvonko Novak (1882–1953), pisatelj in publicist
- Živa Novak Antolič (* 1948), porodničarka, prof. MF

## Znani tuji nosilci priimka
- Aleksand(e)r Novak (*1971), ruski ekonomist in politik
- Andrij Novak (*1988), ukrajinski nogometaš
- Arne Novák (1880–1939), češki literarni zgodovinar, univ. profesor
- Augustin Novák (1890–1970), avstro-ogrski vojaški pilot češkega? rodu
- Bořivoj Novák (1906–1973), češki jezikoslovec rusist
- Božidar (Božo) Novak (1925–2013), hrvaški novinar, publicist in akter "hrvaške pomladi"
- Božidar Novak, hrvaški zgodovinar (novinarstva in komunikolog =?)
- Božo Novak, polkovnik JLA v Sloveniji 1991, kasneje general in poveljnik protizračne obrambe Republike Srbske
- Branko Novak, hrvaški ekonomist
- Damir Novak (*1935), hrvaški športnik (skakalec v vodo, telovadec; rokomet, tenis) in baletni plesalec
- Dennis Novak (*1993), avstrijski tenisač
- Dezső Novák (1939–2014), madžarski nogometaš
- Dragutin Karlo Novak (1892–1978), prvi hrvaški pilot (letalec)
- Eduard Novák (1946–2010), češki hokejist
- Elliot Novak, ?
- Emil Novak (*1931), bosenski kineziolog in športni delavec (atletika, smučarski skoki, kajakaštvo); profesor v Sarajevu
- Eszter Novák (*1964), madžarska režiserka in igralka
- Ethan Novak, ameriški glasbenik
- Eva Barbara Novak (1898–1988), ameriška filmska igralka
- Éva Novák-Gerard (1930–2005), madžarska plavalka
- Evelin Novak, hrvaško-nemška sopranistka
- Filip Novák (*1982), češki hokejist
- Filip Novák (*1990), češki nogometaš
- Ferenc Novák (1931–2024), madžarski plesalec in koreograf
- Ferenc Novák (*1969), madžarski kanuist
- Franc Novak (1915–1990), bosensko-hercegovski prvoborec in politik (slov. rodu)?
- Franz Novak (1913–1983), avstrijski nacistični zločinec
- Gabi Novak (1936–2025), hrvaška pevka zabavne glasbe
- Grga Novak (1888–1978), hrvaški zgodovinar, arheolog in akademik (preds. JAZU)
- Grigorij Novak (1919–1980), sovjetski dvigovalec uteži (ukrajinskega rodu)
- Guido Novak von Arienti (1859–1928), avstro-ogrski general (po očetu slov. rodu)
- Helga M. Novak (1935–2013), nemško-islandska pisateljica
- Ilona Novák (1925–2019), madžarska plavalka
- Ivan Krstitelj Novak, hrvaški entomolog
- Ivan Novak (1884–1934), hrvaški narodni preporoditelj v Medžimurju
- Ivo Novák (1918–2004), češki filmski režiser
- Ivo Novák (*1967), češki igralec
- Jan Novák (1921–1984), češki skladatelj
- Jan Novák (*1953), češko-ameriški pisatelj, scenarist in dramatik
- Jan Novák (*1979), češki hokejist
- Jan Novák (*1985), slovaški nogometaš
- Jane Novak (1896–1990), ameriška filmska igralka
- Jasna Novak (1932–2008), hrvaška igralka (=? kostumografka)?
- Jason Novak, ameriški glasbenik
- Jiří Novák (1922–2010), češki kipar in restavrator
- Jiří Novák (*1950), češki hokejist
- Jiří Novak (*1975), češki teniški igralec
- Joe Novak (*1945), ameriški nogometaš in trener
- Josef (Josip, Giuseppe de Paula) Novak (1767–1844), nadškof v Zadru (češ. rodu)
- Josef Vincenc Novák (1842–1918), češki industrialec, pivovar in umetnostni zbiralec
- Josef Novák (1849–1927), češki klasični filolog in umetnostni publicist
- Josef Novák (1893–1934), češki (avstrijski) vojaški pilot
- Josef Novák (1902–1987), češki grafik, karikaturist, fotograf in kurator
- Josef Petr Novák (*1936), češki fizikalni kemik
- Josef Novák-Wajda, češki filmski igralec in režiser
- Joseph Donald Novak (*1932), ameriški pedagog (grafične miselne sheme)
- Josip Novak (1866–1961), hrvaški sokolski in športni delavec, telovadec (športna gimnastika)
- Josip Novak (1902–1970), hrvaško-srbski (jugoslovanski) filmski snemalec in režiser
- Jozef Novák (*1930), slovaški zgodovinar, genealog, heraldik, profesor
- Jozsef Novák (1910–1986), madžarski muzealec ...
- Katalin Novák (*1977), madžarska političarka, predsednica Madžarske
- Kim Novak (*1933), ameriška filmska igralka
- Kristian Novak (*1979), hrvaški (međimurski) pisatelj, karateist in jezikoslovec (sociolingvist)
- Láďa (Ladislav) Novák (1865–1944), češki slikar
- Ladislav Novák (1872–1946), češki politik
- Ladislav Novák (1931–2011), češki nogometaš
- Mario Novak, hrvaški bioarheolog (antropolog)
- Mark Nowak (*1964), ameriški pesnik, pisatelj, publicist, dramatik; delavski aktivist in družbeni kritik
- Marzenka Novak (1945–2011) (polj.-argent.)
- Marina Novak, lihtenštajnska tenisačica
- Michael Novak (1933–2017), ameriški konservativni filozof in diplomat
- Michael Novak (*1988), hrvaško-lihtenštajnski hokejist
- Michal Novák (*1982), slovaški hokejist
- Michal Novák (*1996), češki smučarski tekač
- Mike Novak (1915—1978), ameriški košarkar
- Mirjam Novak (*1981), nemška igralka
- Mirko (Alojz/ije) Novak (1910–2000), hrvaško-slovenski kapucin, provincial
- Mirko Novák (1930–2020), češki elektronik
- Mirko (Miroslav) Novák (*1965), slovaško-nemški bližnjevzhodni arheolog (orientalist)
- Miroslav Novák (1907–2000), češki husitski partiarh
- Novak Novak (1928–1995), srbski pisatelj, novinar in humorist
- Petar Novak (1879–1968), hrvaški kmetijski strokovnjak, entomolog
- Péter Novák (*1970), madžarski igralec
- Petr Novák (1945–1997), češki pevec in rock glasbenik
- Radvít Novák (1952–2015), češki igralec, 1. mož Dagmar Havlove
- Robert "Bob" Novak (1931–2009), ameriški novinar, publicist in pisec
- Silvije Novak, hrvaški arhitekt
- Slobodan Novak (1924–2016), hrvaški pisatelj in akademik
- Slobodan Prosperov Novak (*1951), hrvaški literarni zgodovinar, komparativist in teatrolog, univ. profesor
- Starina Novak (romun. Baba Novac) (~1530–1601), srbsko-romunski hajduk, protiturški bojevnik, narodni junak
- Steve Novak (*1983), ameriški košarkar
- Štefan Novák (1879–1932), slovaški grškokatoliški škof
- Teréza Nováková (1853–1922), češka pisateljica
- Veronica Novak, francoska filmska igralka
- Viktor Novak (1889–1977), hrvaško-srbski zgodovinar, muzikolog in akademik
- Vilko Novak (1865–1918), hrvaški glasbeni pedgog, skladatelj in zborovodja
- Vilmos Aba Novák (1894–1941), madžarski slikar, grafik, kipar
- Vítězslav (Viktor) Novák (1870–1949), češki skladatelj
- Vivienne Novak, ameriška filmska igralka
- Vjenceslav Novak (1859–1905), hrvaški pisatelj in muzikolog (po očetu češkega rodu)
- Vladimir Novák (1869–1944), češki fizik
- Vladimir Novak (1870–1943), hrvaški sokolski starešina in učitelj gimnastike
- Vladimír Jan Amos Novák (1919–1997), češki naravoslovec, evolucijski biolog
- Vladimír Novák (*1947), češki slikar
- Vratislava Nováková (*193/?), češka kanuistka
- Zdeněk Novák (1891–1988), češki general, soorganizator odpora med nemško okupacijo
- Zdenka Lušin Novak - Špela (1913–1994), partizanska zdravnica
- Zdravko Novak (*1966), hrvaški nogometaš
- Zygmunt Jan Novák (1897–1972), poljski krajinski arhitekt

### Nowak
- Amram Nowak (1927–2005), judovsko-ameriški cineast
- Andrzej Nowak - več oseb (poljsko-ameriški psiholog, r. 1953; poljski zgodovinar in sovjetolog, r. 1960; poljski rock-kitarist, r. 1959; poljski hokejist 1956-2013)
- Anna Maria Nowak-Ibisz (*1966), poljska igralka
- Anton Nowak (1865–1932), avstrijski slikar in grafik (po rodu iz Maribora)
- Dorothea Nowak (1926–2011), nemška baptistična teologinja
- Ernst Nowak (Novak) (1851–1919), avstrijski slikar (šlezijskega rodu)
- Ernst Nowak (*1944), avstrijski pisatelj, kakfkoslovec
- Hans Nowak (1937–2012), avstrijski nogometaš
- Jan Nowak (1880–1940), poljski geolog in paleontolog
- Jan Nowak-Jeziorański (1914–2005), poljski emigrantski novinar, politik in publicist (varšavski vstajnik)
- Jerzy Nowak (1923–2013), poljski igralec
- Józef Nowak (1895–1978), gornjelužiškosrbski pesnik
- Józef Nowak (1925–1984), poljski igralec
- Julian Ignacy Nowak (1865–1946), poljski bakteriolog, znanstvenik in politik
- Juliusz Nowak-Dłużewski (1893–1972), poljski literarni zgodovinar
- Kazimierz Nowak (1897–1937), poljski popotnik, fotograf in reporter
- Leopold Nowak (1904–1991), avstrijski muzikolog
- Leszek Nowak (1943–2009), poljski filozof
- Lisa (Marie) Nowak (*1963), ameriška astronavtka
- Małgorzata Bożena Guzowska-Nowak (*1959), poljska lahkoatletinja
- Mark Nowak (*1964), ameriški pesnik in literat
- Martin (Andreas) Nowak (*1965), avstrijsko-ameriški evolucijski biolog in matematik (na univerzi Harvard).
- Měrćin Nowak-Njechorński (1900–1990), gornjelužiškosrbski slikar in pisatelj
- Mieczysław Nowak (1936–2006), poljski dvigovalec uteži
- Oskar Nowak (1913–?), avstrijski hokejist
- Otto Robert Nowak (1874–1945), avstrijski slikar
- Paul Nowak (*1921), (vzhodno-) nemški nogometaš
- Paul Nowak (1914–1983), ameriški košarkar
- Matthias Akeo Nowak (*1976), nemški jazz-glasbenik, kontabasist
- Piotr Nowak (*1964), poljski nogometaš in trener
- Roman Nowak (1900–1980), poljski delavski politik
- Siegfried Nowak (1930–2013), (vzhodno-) nemški kemik in akademik
- Stanisław Nowak (1859–1936) poljski šolnik, organizator
- Stanisław Nowak (1935–2021), poljski nadškof v Częstochowi
- Stefan Nowak (1924–1989), poljski sociolog
- Tadeusz Nowak (1930–1991), poljski pesnik in pisatelj
- Véronique Nowak (*1967), francoska nogometašica
- Willi Nowak (1886–1977), češki slikar in grafik
- Zenon Nowak (1905–1980), poljski sindikalist in prosovjetski politik
- Zenon Hubert Nowak (1934–1999), poljski zgodovinar - medievist